# Falk Struckmann

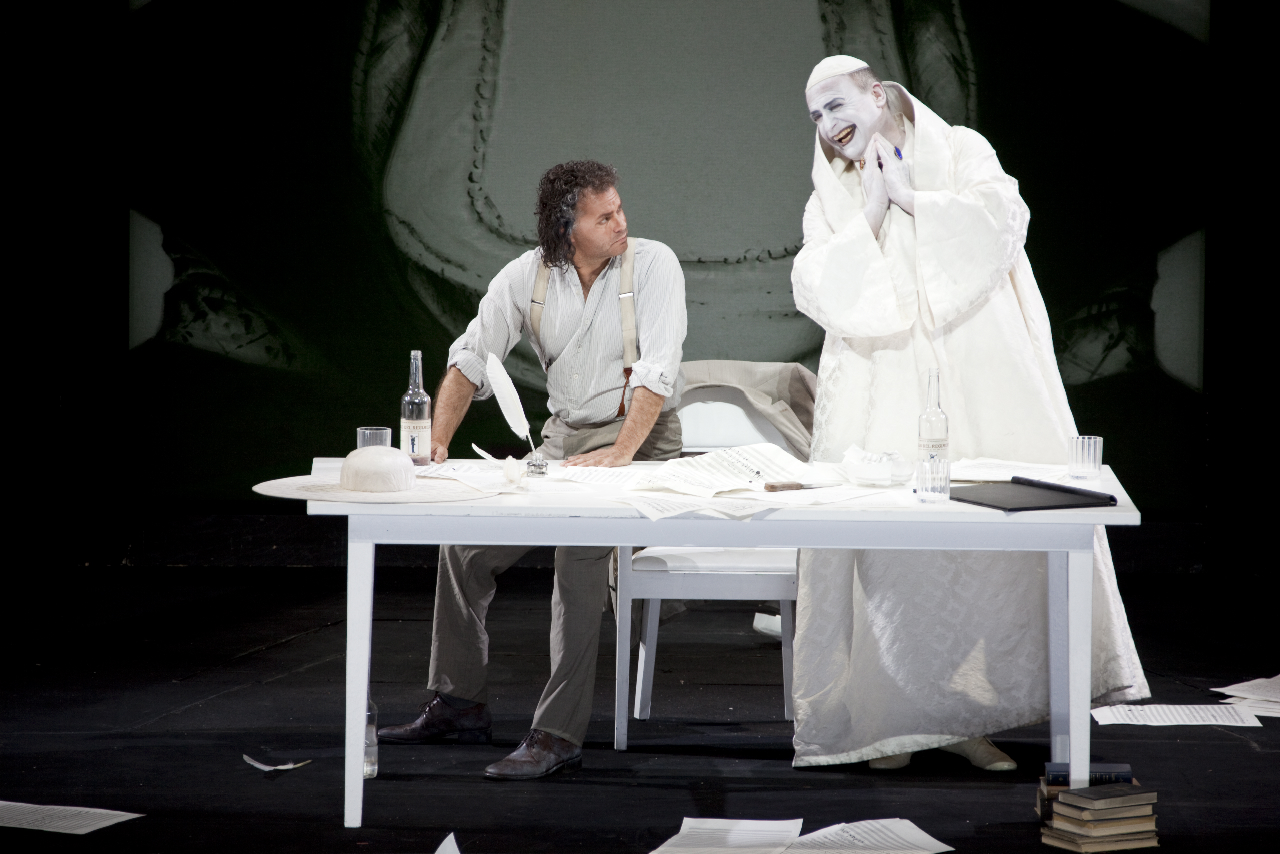
Falk Struckmann como el cardenal Carlo Borromeo (de pie a la derecha con la túnica blanca)

Falk Struckmann (1958, Heilbronn, Alemania) es un bajo-barítono alemán, particularmente destacado en el repertorio wagneriano. 

## Biografía
Debutó profesionalmente en Kiel y después en Basilea, en cuyo teatro de ópera ha interpretado la mayoría de los roles de su amplio repertorio.
Debutó en la Ópera Estatal de Viena como Orestes en Elektra de Richard Strauss el 13 de septiembre de 1991. 
Además de sus frecuentes apariciones en Viena, ha cantado en los festivales de Bayreuth y Salzburgo y en la mayoría de los teatros de ópera internacionales relevantes, incluyendo, entre otros, la Ópera Estatal de Viena, la Ópera de Hamburgo, la Ópera Estatal de Baviera de Múnich, el Teatro del Châtelet y Ópera de la Bastilla de París, el Teatro del Liceo de Barcelona, la Ópera Estatal de Berlín, La Scala de Milán el Covent Garden de Londres y el Metropolitan Opera de Nueva York en donde debutó como Wozzeck el 10 de febrero de 1997 y volvió como Telramund de Lohengrin (1998), Abimélech de Sansón y Dalila (2000), Don Pizarro en Fidelio (2000) y Amfortas en Parsifal (2003).
Como consumado especialista en papeles wagnerianos, ha interpretado gran diversidad de papeles en el Festival de Bayreuth, cantando en El anillo del nibelungo dirigido por James Levine los papeles de Donner (1994-1996) y Gunther (1994-1998). En el Tristán e Isolda de Daniel Barenboim (1993-1999), cantó el papel de Kurwenal. Bajo las órdenes de Giuseppe Sinopoli, fue Amfortas en Parsifal (1997-1999). Regresó en 2006, en el primer año del Anillo de Christian Thielemann, en este caso como Wotan y Viandante.
En octubre de 2007, recibió el prestigioso título honorífico de Kammersänger de la Ópera Estatal de Viena.
En 2015 comenzó a desempañar también en papeles de bajo, como Hagen en El anillo del nibelungo en la Ópera de Viena bajo la dirección de Simon Rattle.

### Discografía
- Strauss, Elektra (Orestes) / Barenboim, Staatskapelle Berlín, 1995
- Wagner, Tristán e Isolda (Kurwenal) / Barenboim, Filarmónica de Berlín, 1995
- Wagner, Tristán e Isolda (Kurwenal) / Barenboim, Festival de Bayreuth, 1995 (DVD)
- Wagner, El Ocaso de los dioses (Gunther) / Levine, Festival de Bayreuth, 1997 (DVD)
- Wagner, Parsifal (Amfortas) / Sinopoli, Festival de Bayreuth, 1998 (DVD)
- Wagner, Lohengrin (Telramund) / Barenboim, Staatskapelle Berlín, 1998
- Beethoven, Fidelio (Don Pizarro) / Barenboim, Staatskapelle Berlín, 1999
- Beethoven, Fidelio (Don Pizarro) / Levine, Metropolitan de Nueva York, 2000 (DVD)
- Wagner, El holandés errante (Holandés) / Barenboim, Staatskapelle Berlín, 2001
- Wagner, El Anillo del Nibelungo (Wotan/Viandante) / Bertrand de Billy, Liceo de Barcelona, 2003-2004 (DVD)
- Wagner, Parsifal (Amfortas) / Thielemann, Wiener Staatsoper, 2005
- Hindemith, Mathis der Maler (Mathis) / Young, Staatsoper Hamburgo, 2005